# جلال متيني
جلال متيني (1928 - 19 كانون الثاني 2025) كان باحثًا إيرانيًا في الأدب الفارسي، اشتهر بشكل خاص بخبرته في ملحمة الشاهنامه للفردوسي، والدراسات الإيرانية المعاصرة. وهو معروف أيضًا بإنتاجه النسخة النقدية من كتاب كوشنامه [الإنجليزية] .
قبل الثورة الإيرانية عام 1979، كان متيني أستاذًا ورئيسًا لجامعة فردوسي في مشهد (إيران). بعد هجرته إلى الولايات المتحدة، قام متيني بتدريس الأدب الفارسي في جامعة كاليفورنيا بيركلي وجامعة هارفارد، وأسس مجلتي إيران نامه، وإيران شناسي [الإنجليزية]. توفي في 19 كانون الثاني 2025، عن عمر يناهز 96 عامًا.

## أعماله

### الكتب
- Matini، Jalal (2014). Memories of Jalal Matini About Dr. Ali Shariati in Ferdowsi University / Khaterate Jalale Matini: Doctor Ali Shariati Dar Daneshgah Mashhad /(خاطرات جلال متینی: دکتر علی شریعتی در دانشگاه مشهد ( فردوسی. Ketab.com. ص. 273. ISBN:978-1-595-84429-3.
- Matini، Jalal (2009). Negahi Be Karnameye Siasiye Doktor Mohammade Mosadegh. Ketab.com. ص. 559. ISBN:978-1-595-84226-8.
- Matini، Jalal (2007). Iran Over the Centuries. Ketab Corp. ص. 400. مؤرشف من الأصل في 2025-01-24. اطلع عليه بتاريخ 2023-01-12.
- Matini، Jalal (2017). Why Islamic?!: collection of articles (ط. Persian). CreateSpace Independent Publishing Platform. ص. 134. ISBN:978-1-974-12973-7.
- Matini، Jalal (2017). Eighteen Articles (Hejdah Maghaleh) (ط. Persian). CreateSpace Independent Publishing Platform. ص. 254. ISBN:978-1-981-42909-7.

### منشورات/مقالات أخرى
تقريبا كل أعمال جلال متيني باللغة الفارسية، لكنه كتب أيضا بعض المقالات باللغة الإنجليزية.
- ج. ماتيني، "كوش ناما" في محمود أوميدسالار (مؤلف)، أ. تفازولي (محرر)، توراج دريايي "روح الحكمة: مينوج الأول إكسراد :مقالات في ذكرى أحمد تفاضولي، دار مازدا للنشر (سبتمبر 2003).
- ج. ماتيني، "ĀFARĪN-NĀMA" في Encyclopædia إيرانيكا
- ج. ماتيني، "هدية المتعلمين في الطب" في الموسوعة الإيرانية
- ج. ماتيني، "أميرا مارفاز" في Encyclopædia إيرانيكا
- ج. ماتيني، "عفيفي، رحيم" في Encyclopædia إيرانيكا
- ج. ماتيني، "ADĪB NĪŠĀBURĪ" في Encyclopædia إيرانيكا
- ج. ماتيني، "’عماق بوخاري‘" في Encyclopædia إيرانيكا
- ج. ماتيني، "حبيب الله ḴORĀSĀNI" في Encyclopædia إيرانيكا
- ج. ماتيني، "باهمانيار أحمد" في Encyclopædia إيرانيكا
- ج. ماتيني، "فايي، علي أكبر مجدي" في الموسوعة الإيرانية
- ج. ماتيني، "FARROḴ، سيد محمد" في Encyclopædia إيرانيكا
- ج. ماتيني، "أيظ، أبو النجم" في الموسوعة الإيرانية
- ج. ماتيني، "ĀẔAR BĪGDELĪ" في Encyclopædia إيرانيكا
- ج. متيني، "عوفي، سد الدين" في الموسوعة الإيرانية
- J. ماتيني، "KUŠ-NĀMA" في Encyclopædia إيرانيكا
- J. Matīnī، M. Caton، "ʿAREF QAZVĪNĪ" في Encyclopædia إيرانيكا

## طالع أيضًا
- الدراسات الإيرانية

## روابط خارجية
- الموقع الرسمي
- كتب حسب المؤلف: جلال متيني